# Zavreliella furcata
Zavreliella furcata är en tvåvingeart som beskrevs av Reiss 1990. Zavreliella furcata ingår i släktet Zavreliella och familjen fjädermyggor. Inga underarter finns listade i Catalogue of Life.